# عبدالحلیم خدام
عبدالحلیم خدام (متولد ۱۵ سپتامبر ۱۹۳۲ – درگذشته ۳۱ مارس ۲۰۲۰) سیاست‌مدار اهل سوریه بود که از سال ۱۹۸۴ تا ۲۰۰۵ معاون رئیس‌جمهور و از ۱۹۷۰ تا ۱۹۸۴ وزیر امور خارجه این کشور بود. وی در فاصله پس از مرگ حافظ اسد تا انتخاب بشار اسد در سال ۲۰۰۰ رئیس‌جمهور موقت سوریه بود. وی از معدود سیاستمداران عالی‌رتبه سنی مذهب سوریه بود.
وی پیش از سال ۱۹۷۰ هم به عنوان استاندار دو استان دمشق و حماه و وزیر اقتصاد و تجارت خارجی مشغول به کار بود و پس از فرار به فرانسه در سال ۲۰۰۵ به اتهام خیانت بر ضد سوریه به ده سال حبس غیابی محکوم شد.

## زندگینامه
خدام از اعراب سنی مذهب سوریه بود و در شهر بانیاس سوریه متولد شد. در ۱۷ سالگی به حزب بعث پیوست. او در دانشگاه دمشق تحصیل کرد و در سال ۱۹۶۳ با به قدرت رسیدن حزب بعث به عنوان استاندار استان قنیطره نخستین منصب دولتی خود را عهده دار بود. بعد از سال ۱۹۶۷ استاندار حما شد و بعد از مدتی استانداری دمشق را بر عهده گرفت.
سپس وزیر اقتصاد دولت وقت سوریه شد و بعد از آن مسئولیت وزارت بازرگانی خارجی را بر عهده گرفت. قبل از آن که فاروق الشرع، وزیر امور خارجه شود، از سال ۱۹۷۰ تا ۱۹۸۴ متصدی این سمت بود ولی بعد از آن به سمت معاونت ریاست جمهوری انتخاب شد. بعد از مرگ حافظ اسد به مدت ۳۷ روز سرپرست ریاست جمهوری شد تا این که پست را تحویل بشار اسد داد.
خدام نقشی مهم در جنگ داخلی لبنان (از ۱۹۷۵ تا ۱۹۹۰) و نقشی مؤثر در انعقاد پیمان طائف در سال ۱۹۸۹ که به پایان جنگ‌های داخلی لبنان انجامید، داشت. از آن تاریخ تا سال ۱۹۹۸ به دستور حافظ اسد مسئول پرونده لبنان بود.
عبدالحلیم خدام، معاون رئیس جمهوری سابق سوریه تا زمانی در حکومت بشار اسد بود اما در دسامبر ۲۰۰۵ بعد از ترور رفیق حریری، نخست وزیر لبنان از حکومت بشار اسد جدا شد و به فرانسه رفت و در آن جا اقامت گزید.
پس از آن که از حکومت بشار اسد جدا شد، دادگاه نظامی سوریه در تاریخ ۱۷ اوت ۲۰۰۸ وی را به ۱۳ سال حبس محکوم کرد.
عبدالحلیم خدام در ۳۱ مارس ۲۰۲۰، در سن ۸۷ سالگی در پاریس بر اثر حمله قلبی درگذشت.